# Тупичено
Тупичено (Тупичино) — деревня в Смоленской области России, в Тёмкинском районе. Население — 8 жителей (2007 год) . Расположена в восточной части области в 18 км к северу от Тёмкина, у автодороги Тёмкино — Гагарин, на левом берегу реки Воря.
Входит в состав Батюшковского сельского поселения.

## История
В ноябре 1918 года в деревне родился Герой Советского Союза, старший лейтенант, командир звена 145-го истребительного авиационного полка Виктор Миронов. Погиб 16 февраля 1943 года.